# 小行星12812
小行星12812（12812 Cioni）是一颗绕太阳运转的小行星，为主小行星带小行星。该小行星于1996年2月14日发现。

## 轨道参数
小行星12812的轨道半长轴为2.4119838 UA，离心率为0.145。